# Геракл и затерянное королевство
«Геракл и затерянное королевство» (англ. Hercules and the Lost Kingdom) — второй из пяти полнометражных фильмов о Геракле, которые стали пилотными к сериалу «Удивительные странствия Геракла». Режиссёр фильма Харли Коклисс, сценарист Кристиан Уильямс. Продюсировали фильм Сэм Рэйми, Роберт Тейперт и др.

## Описание
Главную роль исполнил актёр Кевин Сорбо, который ещё 6 лет будет играть Геракла. Съемки фильма проходили в Новой Зеландии, премьера фильма была 2 мая 1994 в США

## Сюжет
На последнем издыхании Геракла находит гонец, лишь один выживший из сотни посланцев, который успевает сообщить о затерянном городе под названием Троя. По воле верховной богини Олимпа Геры город исчез словно в тумане, и теперь никто не в силах его найти.
Благодаря подсказке своего отца Зевса Гераклу удается узнать, что есть некий компас, который указывает прямо на искомый город, и герой немедленно отправляется на его поиски. В самом начале пути он сталкивается с необходимостью прервать обряд жертвоприношения богам и спасти девушку по имени Даянира от гибели. Даянира уверена, что её судьба неразрывно связана с судьбами богов, и в итоге принимает решение отправиться на поиски Трои вместе с Гераклом.
Спутники подходят к царству Омфалы, где, по словам Зевса, у правителя имеется тот самый компас. Однако Геракл узнает, что царь умер, а единственный способ добиться аудиенции царицы Омфалы — это стать на время её рабом. Выполнив задания царицы, он получает желаемый компас.
При этом успевает получить благодарность Уэлина, верного раба царицы, которого спасает от нападения головорезов и который впоследствии присоединяется к славному герою.
Геракл и Даянира продолжают путешествие, следуя стрелке волшебного компаса. И стрелка эта выводит путников к берегу моря. Казалось бы, уже некуда дальше идти. Однако, царица богов Гера преподносит героям очередной сюрприз в виде огромного морского чудища, которое неожиданно поднимается из моря и заглатывает их целиком.
Но и в брюхе морского чудища Геракл не теряет присутствие духа, ему удается победить зверя и выплыть на сушу вместе со своей спутницей. А с берега, куда их относит прибоем, оказывается виден тот самый затерянный город. Неожиданно Даянира вспоминает, что родом оттуда, и она — дочь царя Трои.
Жители Трои вынуждены прятаться в лесах, чтобы выжить. Они провожают путников к умирающему царю, который успевает оставить напутствие своей так неожиданно нашедшейся дочери Даянире. Оказывается, город Троя был проклят Герой из-за того, что царь отказался приносить в жертву морскому чудищу свою горячо любимую дочь. Он отправил её за море ради спасения жизни, и жители с тех пор не могли вернуться обратно, ютясь в близлежащих лесах. Но теперь все изменится: Даянира вернулась, она возглавит народ, и с помощью Геракла люди отвоюют свой родной город.
Однако, в процессе подготовки к битве Даянира все больше осознает, что собирается повести своих подданных на верную смерть. С воинами Геры не справиться тем, кто лишь совсем недавно научился держать оружие в руках. Поэтому она решает принести себя в жертву, дабы Троя смогла вернуться во владение своих исконных жителей без кровопролития.
Геракл успевает ворваться в храм тогда, когда церемония жертвоприношения вот-вот должна состояться. Жрец Геры уже готов исполнить волю грозной богини, отдав ей жизнь юной девы, но Геракл против этого. В смертельной схватке он побеждает врага, а ворвавшиеся тем временем в стены Трои жители одолевают захватчиков своей родной земли.
Город спасен, и у него теперь есть царица, достойная своего народа.
Обозленная провалом своего плана Гера забрасывает сына Зевса в неведомую даль, туда, откуда герой продолжит далее свои легендарные приключения.

## В ролях
- Кевин Сорбо — Геракл
- Энтони Куинн — Зевс
- Рене О’Коннор — Деянира
- Роберт Требор — Уэйлин
- Эрик Клоуз — Теламон
- Элизабет Хоторн — Царица Омфала

## Интересные факты
Рабочее название фильма — «Странствия начинаются».